# 6554 Takatsuguyoshida
A 6554 Takatsuguyoshida (ideiglenes jelöléssel 1989 UO1) a Naprendszer kisbolygóövében található aszteroida. Mizuno Josikane és Furuta Tosimasza fedezte fel 1989. október 28-án.